# ديهيدروتاكيستيرول
ديهيدروتاكيستيرول أو ثنائي هيدروتاكيستيرول (بالإنجليزية: Dihydrotachysterol)‏ ويرمز له (DHT) وهو فيتامين (D) تناظري تخليقي ينشط في الكبد حيث لا يحتاج هيدروكسلة كلوية كفيتامين (D2) (إرغوكالسيفيرول) وفيتامين D3 (كوليكالسيفيرول).